# TecSAR
TecSAR noto anche come TechSAR o Polaris è un satellite spia israeliano dotato di un radar ad apertura sintetica. Il satellite è stato lanciato il 21 gennaio 2008 alle 03:45 GMT da un razzo indiano PSLV dal Satish Dhawan Space Centre. Il radar permette immagini con una risoluzione di 10 centimetri.